# Muricilândia
Muricilândia là một đô thị thuộc bang Tocantins, Brasil. Đô thị này có diện tích 1187,798 km², dân số năm 2007 là 2850 người, mật độ 2,4 người/km².